# Landschule in Breslau

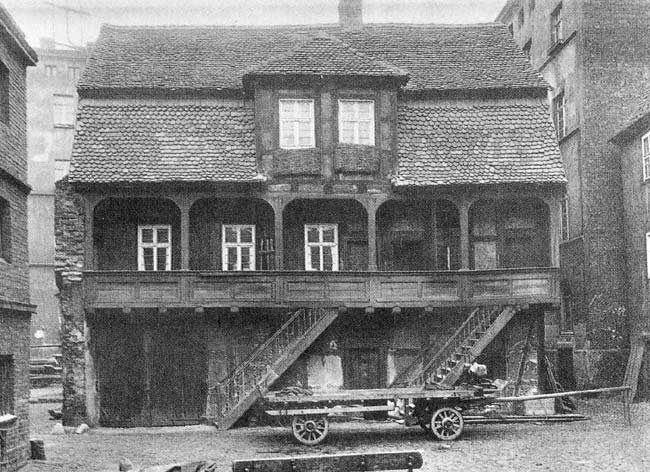
Landschule im regionalen Baustil

Die Landschule in Breslau (Synagoga Krajowa we Wrocławiu)  wurde im Jahre 1741 erwähnt. Sie geht auf eine Synagoge von 1695 zurück und war vor dem 19. Jahrhundert die Hauptsynagoge in Breslau. 300 Menschen, 150 Männer und 150 Frauen, fanden in der Synagoge Platz. Die Mitglieder der Gemeinde stammten aus Schlesien, Böhmen und Mähren. Die Landschule wurde vor 1926 zerstört und befand sich im Pokoyhof, der als jüdisches Warendepot diente. Sie hatte zwei Hauptgeschosse unter einem abgewalmten Mansarddach. Die Synagoge befand sich im Obergeschoss. Das Gebäude war im regionalen Baustil erbaut worden.